# سعيد حتيا
سعيد أحمد الحطية (من مواليد 2 فبراير 1950) هو لاعب كريكيت هندي سابق ورجل أعمال ناجح. كان لاعب الرامي السريع المتوسط بذراعه اليمنى ورجل المضرب الأيمن.
ولدت هاتيا في بومباي بالهند. في عام 1962 ، انتقل مع عائلته إلى كنسينغتون ، لندن ، حيث التحق بمدرسة مدينة لندن. [1] بعد أن لعب عدة مباريات لمدارس إنجلترا ومباراة واحدة في بطولة XI الثانية لوارويكشاير في عام 1969 ، [2] تمت دعوته من قبل رئيس المختارين في الهند ، فيجاي ميرشانت ، للعب في الهند. [3] ظهر لأول مرة مع بومباي ضد سوراشترا في كأس رانجي 1969-70. لعب ثلاث مباريات أخرى من الدرجة الأولى لبومباي في ذلك الموسم ، [4] وكان يتوقع البعض أن يتم تسميته في تشكيلة الفريق الوطني لجولة المنتخب الوطني في جزر الهند الغربية ، لكن لم يتم اختياره. [3] [5]
في النهاية ، عاد إلى إنجلترا لموسم 1970 ، حيث لعب الكريكيت الحادي عشر الثاني لجلوسيسترشاير. [2] كما لعب في فريق Rest of the World XI ضد TN Pearce's XI في إنجلترا في سبتمبر. بالعودة إلى الهند في وقت لاحق من العام ، لعب مباراتين أخريين مع بومباي ، وظهر مرة واحدة مع المنطقة الغربية ضد المنطقة الجنوبية ، في نصف نهائي كأس دوليب 1970-71. [4] في 8 مباريات من الدرجة الأولى ، حصل على 27 ويكيت بمتوسط 28.29 بولينج. جاءت مجموعة الويكيت الخمسة الوحيدة ضد ولاية غوجارات لبومباي. [6]

بعد عودتها إلى إنجلترا ، لعبت هاتيا لعبة الكريكيت في المقاطعات الصغيرة لأوكسفوردشاير ، حيث ظهرت في بطولة المقاطعات الصغرى للمقاطعة في عام 1972. [7] كان من أجل أوكسفوردشاير أنه ظهر فقط في القائمة أ ضد دورهام في كأس جيليت. [8] في هذه المباراة سجل 6 أشواط دون هزيمة. مع الكرة أخذ 4 ويكيت بتكلفة 32 شوطا من 9.2 أشواط. [9] لعب لاحقا لعبة الكريكيت لنادي تشورليوود ونادي هيرلينجهام. [10]